# Ясухіко Ояма
Ясухіко Ояма (яп. 大山 泰彦, Yasuhiko Oyama, нар. 1948, Японія) — японський майстер карате, один з провідних учнів Масутацу Оями, засновник міжнародної організації World Oyama Karate. Один із популяризаторів повноконтактного карате в США та світі.

## Біографія
Ясухіко Ояма народився 1948 року в Японії. В юності почав займатися карате під керівництвом свого старшого брата Масутацу Оями — засновника стилю Кіокушинкай. Здобувши чорний пояс, він став одним із провідних інструкторів у школі Кіокушин.

## Переїзд до США
У 1970-х роках переїхав до США, де почав викладати карате та проводити семінари. Внаслідок організаційних змін після смерті Масутацу Оями, Ясухіко заснував власну школу — World Oyama Karate, головний офіс якої розмістився у місті Бірмінгем, штат Алабама.

## World Oyama Karate
Організація зберігає основні принципи Кіокушинкай, зокрема акцент на повноконтактні поєдинки, фізичну витривалість та моральні якості. Під його керівництвом організація провела численні міжнародні турніри та семінари.

## Стиль і підхід
Школа Оями поєднує традиційні японські принципи з адаптацією до західної аудиторії. Навчання включає не лише технічну підготовку, але й розвиток особистості учнів.

## Вплив
Завдяки Ясухіко Оямі карате поширилось серед американської молоді, ставши популярним видом бойових мистецтв у США, Латинській Америці, Європі та інших регіонах. Його учні відкрили десятки додзьо по всьому світу.